# Machimus maculipes
Machimus maculipes är en tvåvingeart som först beskrevs av Pavel Lehr 1972.  Machimus maculipes ingår i släktet Machimus och familjen rovflugor. Inga underarter finns listade i Catalogue of Life.